# Hazzard Dill
Hazzard Dill, född 1 september 1918, död 20 augusti 2001, var en friidrottare från Bermuda. Han deltog vid olympiska sommarspelen 1948.